# Willa Pniewskiego w Warszawie

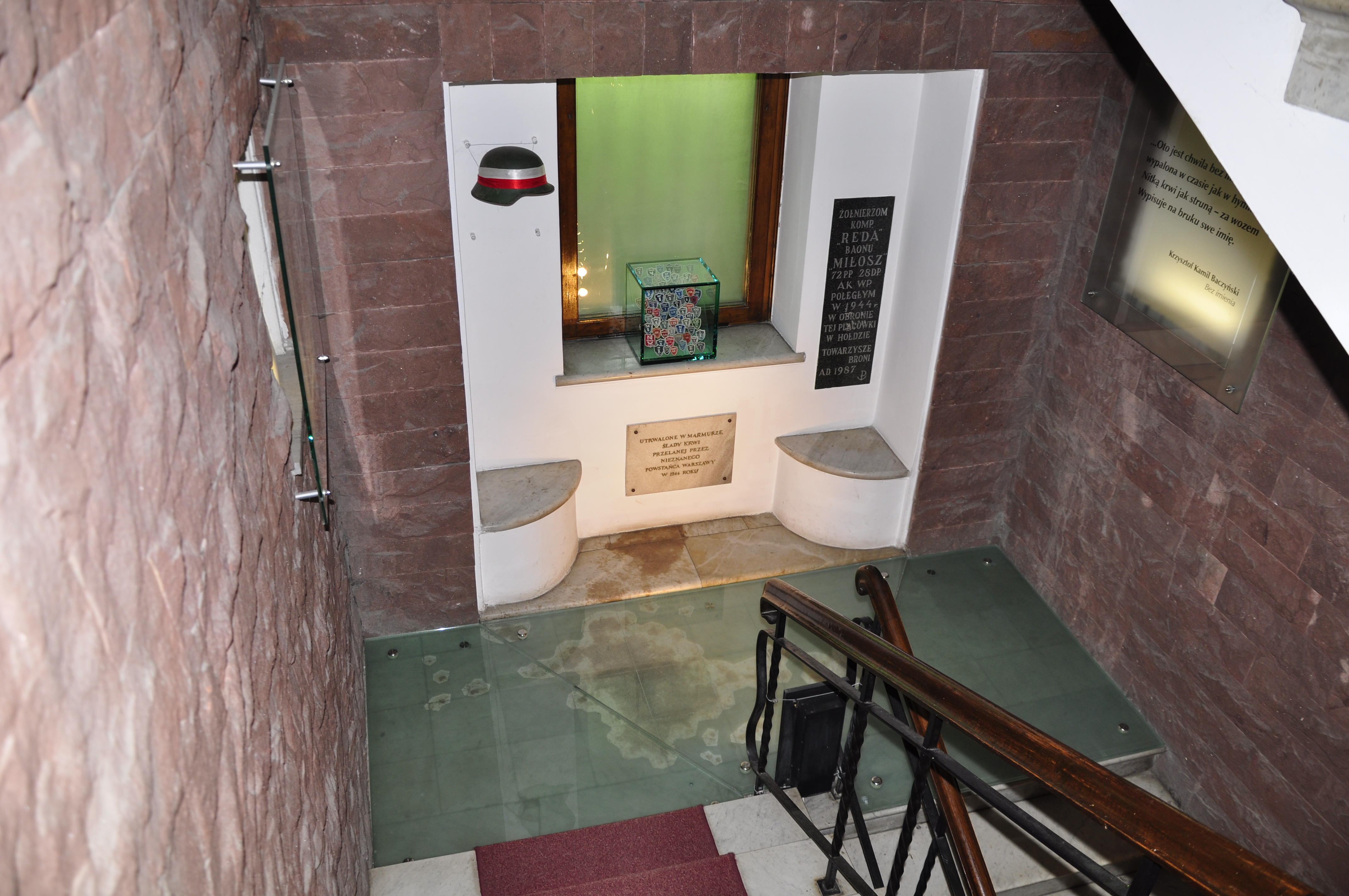
Utrwalona krew powstańca z 1944 roku

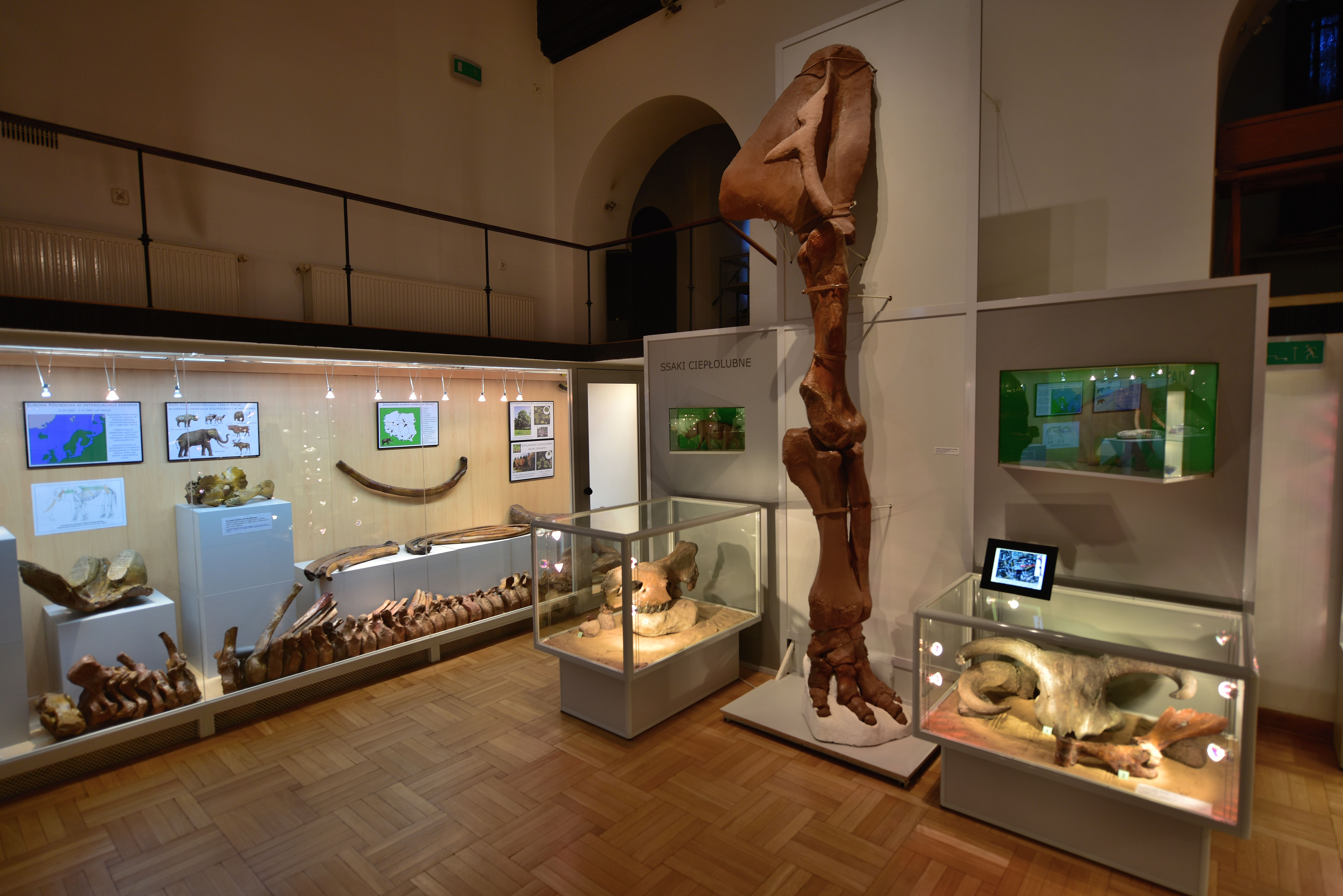
Fragment ekspozycji Muzeum Ziemi PAN

Willa Pniewskiego – dawny dom własny architekta Bohdana Pniewskiego, znajdujący się przy al. Na Skarpie 27 w Warszawie. Siedziba Muzeum Ziemi PAN.

## Historia
Budynek położony jest na skarpie wiślanej, w parku im. marsz. Rydza-Śmigłego. Pierwotnie był to pawilon loży masońskiej wzniesiony w latach 1779−1781 według projektu Szymona Bogumiła Zuga. Został zakupiony przez Bohdana Pniewskiego od rodziny Branickich. Został gruntownie przebudowany w latach 1934−1935 według projektu właściciela z przeznaczeniem na dom własny. Pniewski wkomponował pawilon w nowy budynek obłożony nieociosanym kamienieniem, z nieregularnymi otworami okiennymi. Najwyższa kondygnacja, na której powstały pomieszczenia gospodarcze i służbówka, jest cofnięta i zwieńczona dużym dachem. Architekt umieścił swoją pracownię w dolnej części budynku. W wystroju wnętrza zwracają uwagę m.in. ludowe misy umieszczone na suficie w bibliotece oraz opracowanie niszy jednego z pokojów, w którą wmurowane huculskie kafle. W budynku zainstalowano windę.
W 1944 w czasie powstania warszawskiego prowadzone były zacięte walki w rejonie Sejmu i Powiśla, a willa Pniewskiego przechodziła z rąk do rąk. W połowie września rannych zostało tu kilku powstańców, m.in. 12 września nieznany z imienia i nazwiska powstaniec z obsługi Piata, który z willi ostrzeliwał czołgi niemieckie atakujące od strony Sejmu.
W okresie II wojny światowej rodzina Pniewskiego została z willi wysiedlona. Architekt wrócił tam po 1945 roku i był jej właścicielem aż do swojej śmierci w 1965. 
W 1965 budynek został wpisany do rejestru zabytków.
W 1966 willa została zakupiona przez Polską Akademię Nauk (PAN) od spadkobierców Bohdana Pniewskiego z przeznaczeniem na cele muzealne.
Po wykupie willi, na podłodze i parapecie, na klatce schodowej wyłożonej marmurem, znaleziono zakrzepnięte ślady krwi wsiąkniętej w kamień posadzki. Wcześniejsze podejrzenia, że jest to krew powstańca warszawskiego, potwierdzono w 1978 roku dzięki badaniom ekspertów Instytutu Kryminalistyki i Kryminologii Akademii Spraw Wewnętrznych. 21 kwietnia 1980 na klatce schodowej z inicjatywy PAN umieszczono tablicą z napisem: Utrwalone w marmurze ślady krwi przelanej przez nieznanego Powstańca Warszawy w 1944 roku. W 2004 roku z okazji 60. rocznicy powstania warszawskiego, ślady te zostały dla ochrony przykryte szklaną taflą.

## Napis
Znajdujący się na frontowej fasadzie budynku napis:

SCANDIVS
DD AR
 FX
TAMRC+

ma oznaczać: Pnący się przebudował świątynię masonów i zamieszkał w niej.